# جورج حاتم
جورج شفيق حاتم (1910 ـ 1988) هو طبيب أميركي، صيني، عالمي من أصل لبناني رافق مسيرة الزعيم الصيني ماو تسي تونغ لمدة 12 عاماً كطبيب له، كما أنه تصدى لعلاج 40 ألف مصاب بالجذام وأمراض الحرب في الصين. عرف بالصين باسم «ما هايدي» (بالصينية:马海德) وتعني:«الحصان (رمز الفضيلة) الأتي من خلف البحار». كان أول الأجانب الذين انضموا إلى الحزب الشيوعي الصيني.

## نبذة
ولد عام 1910 في بوفالو بولاية نيويورك لوالدين لبنانيين مهاجرين من بلدة حمانا في جبال لبنان. درس مبادئ الطب في جامعة كارولينا الشمالية وأنهى شهادة الطب من الجامعة الأميركية في بيروت متخصصاً في الأمراض الجلدية وجامعة جنيف حيث تعرف على رفاق من شرق آسيا وافتتن بحضارتها. وبمساعدة معارفهم، سافر مع رفاق له إلى شانغهاي لممارسة الطب وافتتاح مراكز العناية بالأمراض المعدية للفقراء. إلا أنه أقفل عيادته في شنغهاي بعد 3 سنوات بسبب الفساد وتسلل إلى معاقل الشيوعيين في شيان لمساعدة جرحى الحزب الشيوعي في معاركه ضد الحكومة الوطنية. ثم انتقل إلى يناين حيث قيادة الشيوعيين وطبب ماوتستونغ والتحق بالجيش الأحمر في العام 1936 ثم انتسب إلى الحزب الشيوعي الصيني في سنة 1937 وأصبح أول أجنبي يلتحق بالحزب الشيوعي.
توفي سنة 1988 في الصين ودفن في مدافن عظماء الثورة في باباشان تقديراً له.

## أعماله
بالإضافة إلى أعماله الطبية المجانية، كان له الفضل في مكافحة الجذام والأمراض المنقولة جنسياً في الصين. ونتيجة لعمله، حصل على جائزة لاسكار الطبية في عام 1986. وكان واحداً من الأجانب القليلين الذين حصلوا على احترام وثقة السلطة في جمهورية الصين الشعبية.

## مسيرته المهنية

### شنغهاي
في 3 أغسطس 1933، استقل حاتم مع زملائه لازار كاتز وروبرت ليفينسون سفينة في تريست نقلتهم إلى عدة موانئ في آسيا بما في ذلك سنغافورة وهونج كونج. في 5 سبتمبر هبط الأطباء الأمريكيون الشباب الثلاثة في شنغهاي.
أقام حاتم التدريبات في شنغهاي وغيّر اسمه إلى ما هاي تي (ما هايدي). عندما قدم إلى شنغهاي واصطدم بعدم المساواة تعرف أيضاً على ثلاثة أشخاص صاغوا الأفكار التي استخدمها لتفسير ما رآه: الصحفي المعروف أغنيس سميدلي والناشط النيوزيلندي ريوي آلي والشخصية البارزة في تيار المتعاطفين مع اليسار سونغ تشينغ لينغ أرملة سون يات صن. كان ريوي آلي صديقه ومعلماً له على مدى العقود الخمسة التالية. كان على سونغ توفير المقدمات الرئيسية وقام سميدلي الذي سمع عن حاتم من خلال قراءة أحد كتاباته عن الصحة العامة بتقديم حاتم إلى ليو دينغ. وُصف ليو وهو منسق للشيوعيين الصينيين بأنه «مهندس أحمر شاب» وقد أيقظ قلب حاتم.
بحلول عام 1936، بدأ يشعر بالاشمئزاز من فساد شنغهاي والخوف من الانجراف العالمي نحو الفاشية فقرر أنه إما سيذهب إلى إسبانيا لدعم الحكومة الجمهورية أو سوف ينضم إلى الحركة الشيوعية في شمال شرق الصين. قام بإنهاء ممارسته وبمساعدة الاتصالات الشيوعية السابقة تم تهريبه عبر خطوط الكومينتانغ لتقديم الخدمات الطبية للقوات الشيوعية التابعة لماو تسي تونغ.

### يانان
سافر في صيف عام 1936 إلى المقر الشيوعي في باوان (زيدان الحالية) العاصمة المؤقتة لمنطقة حدود شنشي-قانسو-نينغشيا التي يسيطر عليها الشيوعيون. وكان يرافقه الصحفي الأمريكي الرائد إدغار سنو. لم يتم ذكر حاتم بشكل صريح في الطبعة الأولى من كتاب سنو الشهير نجمة الصين الحمراء وذلك بناءً على طلب حاتم. كان هناك كطبيب مجهول مُدرب في الغرب قام بفحص ماو وقرر أنه لا يحتضر بسبب مرض غامض بحسب الشائعات في ذلك الوقت.
عندما بدأت الحرب في اليابان بشكل جدي في عام 1937 أرسل ما هايد طلبات إلى سونغ تشينغ لينغ وأنجيس سميدلي وغيرهم من الشخصيات البارزة لتنظيم تجنيد أفراد طبيين أجانب لقوات الشيوعيين الذين يقاتلون الجيوش اليابانية في شمال الصين. كان من بين أولئك الذين التقوا نورمان بيثون عندما وصلت بيثون إلى يانان في أواخر مارس 1938 وكان له دور أساسي في مساعدة بيثون على البدء في مهمته المتمثلة في تنظيم الخدمات الطبية للجهة والمنطقة.
كان موجوداً في يانان عندما وصلت بعثة ديكسي ميشن وهي مجموعة مدنية وعسكرية أمريكية في يوليو 1944. كان مصدر مفاجأة وراحة لكثير من الأمريكيين عند لقائهم بالطبيب المولود في أمريكا. تشير العديد من روايات البعثة إلى هايد الذي كان معروفاً باسم «الدكتور ما». ساعد ما بشكل دوري الرائد ميلفس كيسباغ في دراسات عن حالة العلاج الطبي في المناطق الشيوعية.

## حياته بعد الحرب
قي ما الطبيب مع الشيوعيين حتى انتصارهم في عام 1949 بعد ذلك أصبح مسؤول الصحة العامة. كان أول مواطن يمنح الجنسية في جمهورية الصين الشعبية. ينسب إليه الفضل في المساعدة في القضاء على مرض الجذام والعديد من الأمراض التناسلية في الصين ما بعد الحرب والذي كان سبباً في تلقيه جائزة لاسكر الطبية في عام 1986. كان أحد الأشخاص القلائل الذين لم يولدوا في الصين وشغلوا منصب الثقة والسلطة في جمهورية الصين الشعبية. يمكن ترجمة اسمه الصيني بشكل فضفاض إلى «الحصان» (الاسم الأخير) و «الفضيلة من البحر» (الاسم الأول).
حصل ما في الخمسينيات على الجنسية الصينية سراً لكنه احتفظ بجواز سفره الأمريكي في الستينيات. على الرغم من سمعته كأكثر الأميركيين المحبوبين في الصين إلا أنه قد تم استنكاره خلال الثورة الثقافية باعتباره أحد البرجوازيين.
هناك مقابلة مستفيضة معه في الفيلم الوثائقي الرائد الذي استمر تسعين دقيقة لمؤسسة الإذاعة الكندية للبث الإذاعي مع باتريك واتسون «السبعمئة مليون» 1964.

## الأوسمة والجوائز
تم تكريمه خلال حياته في مسقط رأس والده حمانا في لبنان، حيث تم تسمية الساحة الرئيسية في المدينة باسمه.
حصل في عام 1986 على جائزة ألبرت لاسكر للخدمات العامة لمساهماته الأسطورية في السيطرة على الأمراض التناسلية والجذام في الصين والقضاء عليها.
في 3 أكتوبر 1988، مات ما في بكين عن عمر يناهز 78 عام. تم دفنه في مقبرة باباوشان الثورية في بكين في الصين.

## وصلات خارجية
- The People's Doctor: George Hatem and China's Revolution
- Behind the Red Star over China